# Nouic
Nouic (Noic en occitan) est une commune française située dans le département de la Haute-Vienne, en région Nouvelle-Aquitaine.
Ses habitants sont appelés les Nouaijauds.

## Géographie

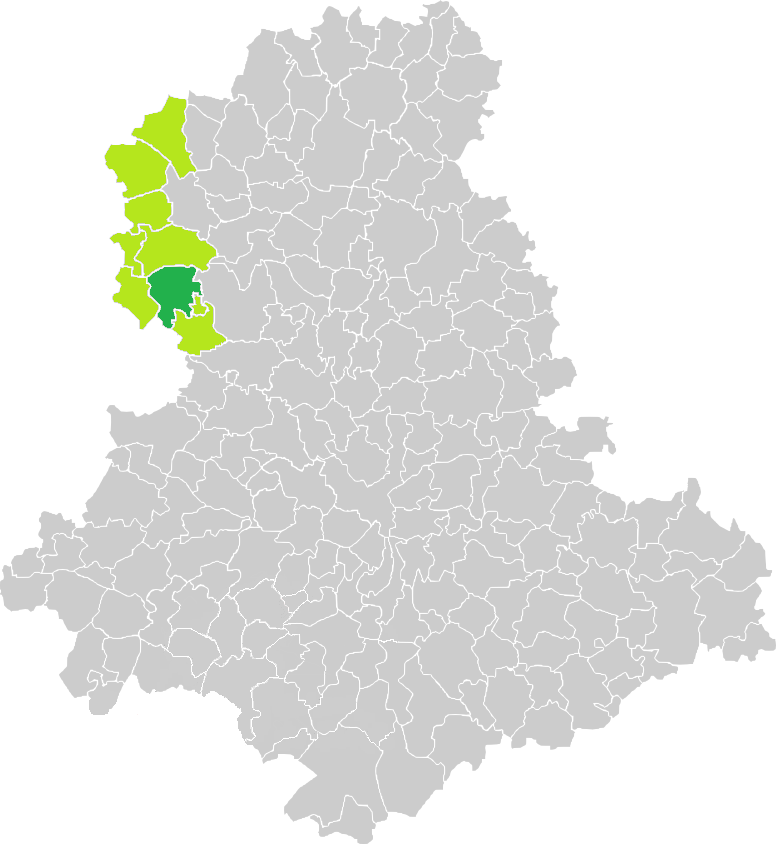
Situation de la commune de Nouic en Haute-Vienne.

### Communes limitrophes
| Val d'Issoire               |                       |                           |
|                             | Nouic                 | Blond                     |
| Saint-Christophe (Charente) | Montrollet (Charente) | Mortemart, Montrol-Sénard |

### Climat
Pour des articles plus généraux, voir Climat de la Nouvelle-Aquitaine et Climat de la Haute-Vienne.
Historiquement, la commune est exposée à un climat océanique limousin.  
En 2020, Météo-France publie une typologie des climats de la France métropolitaine dans laquelle la commune est exposée à un climat océanique altéré et est dans la région climatique  Poitou-Charentes, caractérisée par un bon ensoleillement, particulièrement en été et des vents modérés.
Pour la période 1971-2000, la température annuelle moyenne est de 11,3 °C, avec une amplitude thermique annuelle de 14,7 °C. Le cumul annuel moyen de précipitations est de 957 mm, avec 13,1 jours de précipitations en janvier et 7,6 jours en juillet. Pour la période 1991-2020, la température moyenne annuelle observée sur la station météorologique la plus proche, située sur la commune de Val d'Issoire à 4 km à vol d'oiseau, est de 11,9 °C et le cumul annuel moyen de précipitations est de 988,9 mm,. Pour l'avenir, les paramètres climatiques de la commune estimés pour 2050 selon différents scénarios d’émission de gaz à effet de serre sont consultables sur un site dédié publié par Météo-France en novembre 2022.

## Urbanisme

### Typologie
Au 1er janvier 2024, Nouic est catégorisée commune rurale à habitat très dispersé, selon la nouvelle grille communale de densité à sept niveaux définie par l'Insee en 2022.
Elle est située hors unité urbaine et hors attraction des villes,.

### Occupation des sols
L'occupation des sols de la commune, telle qu'elle ressort de la base de données européenne d’occupation biophysique des sols Corine Land Cover (CLC), est marquée par l'importance des territoires agricoles (85,6 % en 2018), une proportion sensiblement équivalente à celle de 1990 (86,2 %). La répartition détaillée en 2018 est la suivante : 
prairies (67,7 %), forêts (13,7 %), zones agricoles hétérogènes (13,1 %), terres arables (4,7 %), zones urbanisées (0,7 %). L'évolution de l’occupation des sols de la commune et de ses infrastructures peut être observée sur les différentes représentations cartographiques du territoire : la carte de Cassini (XVIIIe siècle), la carte d'état-major (1820-1866) et les cartes ou photos aériennes de l'IGN pour la période actuelle (1950 à aujourd'hui).

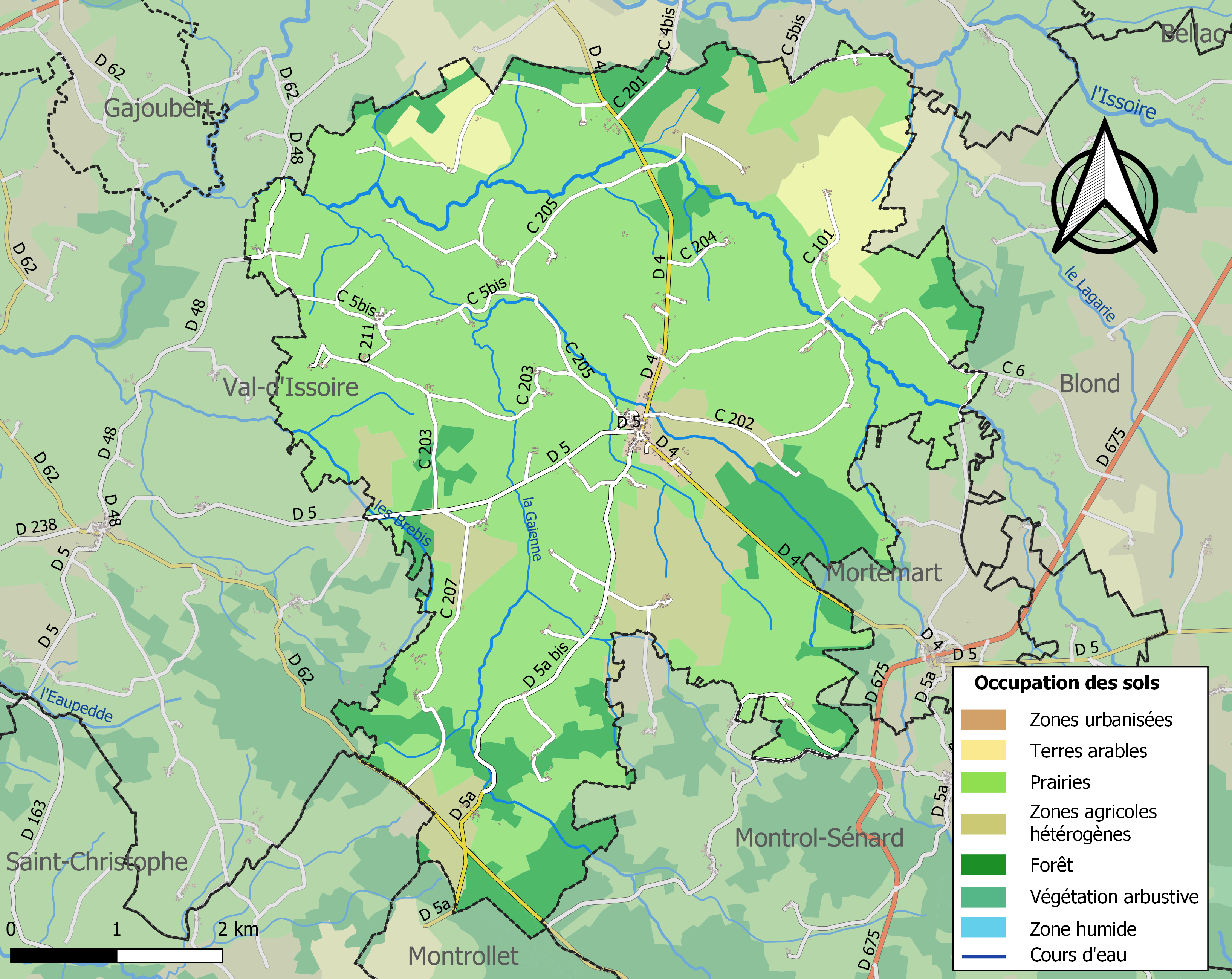
Carte des infrastructures et de l'occupation des sols de la commune en 2018 (CLC).

### Risques majeurs
Le territoire de la commune de Nouic est vulnérable à différents aléas naturels : météorologiques (tempête, orage, neige, grand froid, canicule ou sécheresse) et séisme (sismicité faible). Il est également exposé à un risque particulier : le risque de radon. Un site publié par le BRGM permet d'évaluer simplement et rapidement les risques d'un bien localisé soit par son adresse soit par le numéro de sa parcelle.

#### Risques naturels

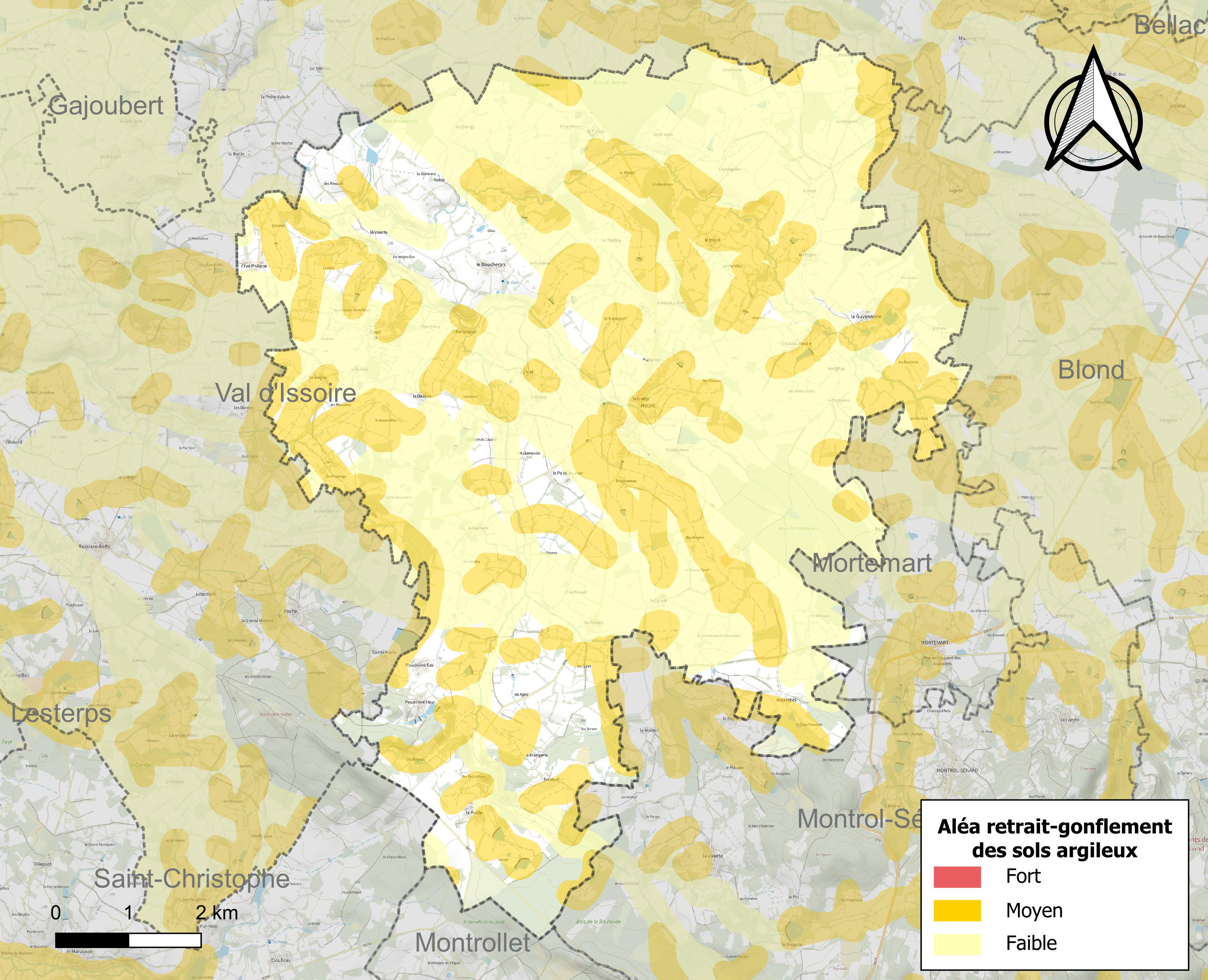
Carte des zones d'aléa retrait-gonflement des sols argileux de Nouic.

Le retrait-gonflement des sols argileux est susceptible d'engendrer des dommages importants aux bâtiments en cas d’alternance de périodes de sécheresse et de pluie. 34,2 % de la superficie communale est en aléa moyen ou fort (27 % au niveau départemental et 48,5 % au niveau national métropolitain). Depuis le 1er octobre 2020, en application de la loi ÉLAN, différentes contraintes s'imposent aux vendeurs, maîtres d'ouvrages ou constructeurs de biens situés dans une zone classée en aléa moyen ou fort,.
La commune a été reconnue en état de catastrophe naturelle au titre des dommages causés par les inondations et coulées de boue survenues en 1982 et 1999 et par des mouvements de terrain en 1999.

#### Risque particulier
Dans plusieurs parties du territoire national, le radon, accumulé dans certains logements ou autres locaux, peut constituer une source significative d’exposition de la population aux rayonnements ionisants. Selon la classification de 2018, la commune de Nouic est classée en zone 3, à savoir zone à potentiel radon significatif.

## Histoire
Le nom de Nouic viendrait de Novus vicus, « nouvelle bourgade ».

### Nouic, nécropole mérovingienne régionale
De nombreux sarcophages en pierre de forme trapézoïdale datés du VIIº siècle ont été exhumés à Nouic. Un archéologue du début du XIXe siècle écrit : « Le bourg de Nouic et surtout la rue principale qui aboutit à l'église est pour ainsi dire pavé de ces tombeaux». Il ne s'agit donc pas d'un cimetière de village mais bien d'une nécropole attirant, comme au vicus de Civaux (Vienne), toute une région récemment christianisée. Il faut bien observer les murs de l’église et des maisons voisines pour y voir figurer des traces de ces vestiges de sarcophages utilisés en remploi sous formede fragments. Le plus net fait saillie du mur, à gauche du grand portail de l'église. D'autres fragments, plus discrets, se repèrent au matériau : le calcaire, roche blanche, et l'impactite, roche sombre, qui tranchent sur le granité, habituel dans la région. Sans doute les sarcophages de calcaire viennent-ils du Poitou alors que ceux d'impactite proviennent à coup sûr du vicus de Chassenon (Charente), producteur de ce matériau unique en France, car issu de l'impact d'une météorite. Une telle nécropole régionale exigeait des lieux de culte. Et il reste aujourd’hui à retrouver ces églises.

## Politique et administration
| Période                                  | Période                   | Identité                | Étiquette | Qualité                                            |
| ---------------------------------------- | ------------------------- | ----------------------- | --------- | -------------------------------------------------- |
| Les données manquantes sont à compléter. |                           |                         |           |                                                    |
| mars 1971                                | ?                         | Xavier Labuze           | UDR       | Diplômé de l'Institut d'Études Politiques de Paris |
| mars 2001                                | mars 2014                 | Marie-Jeanne Moudoulaud |           |                                                    |
| mars 2014                                | 22 avril 2017 (démission) | Serge Kolchak           | DVD       |                                                    |
| 2 mai 2017                               | En cours                  | Serge Nougier           |           |                                                    |

## Démographie
L'évolution du nombre d'habitants est connue à travers les recensements de la population effectués dans la commune depuis 1793. Pour les communes de moins de 10 000 habitants, une enquête de recensement portant sur toute la population est réalisée tous les cinq ans, les populations de référence des années intermédiaires étant quant à elles estimées par interpolation ou extrapolation. Pour la commune, le premier recensement exhaustif entrant dans le cadre du nouveau dispositif a été réalisé en 2006.

En 2022, la commune comptait 430 habitants, en évolution de −8,32 % par rapport à 2016 (Haute-Vienne : −0,68 %, France hors Mayotte : +2,11 %).
| 1793  | 1800  | 1806  | 1821  | 1831  | 1836  | 1841  | 1846  | 1851  |
| ----- | ----- | ----- | ----- | ----- | ----- | ----- | ----- | ----- |
| 1 490 | 1 452 | 1 383 | 1 372 | 1 526 | 1 502 | 1 554 | 1 565 | 1 507 |

| 1856  | 1861  | 1866  | 1872  | 1876  | 1881  | 1886  | 1891  | 1896  |
| ----- | ----- | ----- | ----- | ----- | ----- | ----- | ----- | ----- |
| 1 515 | 1 470 | 1 507 | 1 511 | 1 602 | 1 509 | 1 437 | 1 400 | 1 356 |

| 1901  | 1906  | 1911  | 1921  | 1926  | 1931  | 1936  | 1946 | 1954 |
| ----- | ----- | ----- | ----- | ----- | ----- | ----- | ---- | ---- |
| 1 494 | 1 448 | 1 357 | 1 163 | 1 097 | 1 019 | 1 013 | 974  | 869  |

| 1962 | 1968 | 1975 | 1982 | 1990 | 1999 | 2006 | 2011 | 2016 |
| ---- | ---- | ---- | ---- | ---- | ---- | ---- | ---- | ---- |
| 794  | 754  | 608  | 561  | 539  | 487  | 522  | 521  | 469  |

| 2021 | 2022 | - | - | - | - | - | - | - |
| ---- | ---- | - | - | - | - | - | - | - |
| 440  | 430  | - | - | - | - | - | - | - |

## Lieux et monuments
- Château du Fraisse[27]. XIIIe siècle et XVIe siècle.
- Château de Rochelidou[28],[29].
- Château de Mas de Bort[30].
- Église Saint-Pierre-ès-Liens : plaque commémorative de la famille des Monstiers[31]

## Personnalités liées à la commune
- Justin Labuze (1847-1914), né à Nouic, médecin et homme politique français, sous-secrétaire d'État, notamment dans le gouvernement Jules Ferry, député de Haute-Vienne.
- Charles Blanchaud (1840-1920), auteur et poète né à Nouic.
- Jacques Desset (1829-1898), communard limousin né à Nouic, garçon de salle, emprisonné sous la Commune de Paris (1871), « Oublié de l’Histoire »[32].